# عبدالباقی درویش
عبدالباقی درویش (زاده ۶ اردیبهشت ۱۳۲۷ نوشهر - درگذشته ۱ اسفند ۱۳۶۴ شمال اهواز) سرهنگ خلبان و استاد خلبان هواپیماهای ترابری، ارتباطی و آموزشی نیروی هوایی ارتش ایران بود.

## زندگی‌نامه
عبدالباقی درویش در ششم اردیبهشت ۱۳۲۷ در شهرستان «نوشهر» از توابع استان مازندران چشم به جهان گشود. پس از پشت سر گذاشتن دوران کودکی و تحصیلات ابتدایی مدرک دیپلم خود را از دبیرستان مروی تهران گرفت و در سال ۱۳۴۶ به استخدام نیروی هوایی شاهنشاهی ایران درآمد و پس از گذراندن دوره مقدماتی پرواز در اواخر سال ۱۳۴۶ برای تکمیل دوره خلبانی به پایگاه نیروی هوایی کیسلر ایالت میسیسیپی آمریکا فرستاده شد. پس از کسب نشان پرواز به عنوان خلبان به ایران بازگشت. با شروع جنگ ضمن آموزش خلبانان و خدمت رسانی، در عملیات‌های داوطلبانه نیز شرکت کرد.

## مرگ
در ۱ اسفند ۱۳۶۴، به همراه ٨ تن از نمایندگان مجلس، نیروهای عالی رتبه ارتش، مقامات عالی رتبه قضایی با هواپیمای فوکر اف۲۷ فرندشیپ به خلبانی عبدالباقی درویش در جریان عملیات والفجر ۸، در ۲۵ کیلومتری شمال اهواز عازم جبهه‌های جنگ بود که هواپیمای حامل آنها در محاصره دو فروند میگ-۲۳ عراقی قرار گرفت و همه ٥١ سرنشین آن کشته شدند.
درویش در ۱ اسفند ۱۳۶۴ در سانحهٔ سقوط هواپیمای فوکر اف۲۷ فرندشیپ در ۲۵ کیلومتری شمال اهواز به همراه ۵۰ سرنشین دیگر کشته شد. در مورد علت سقوط این هواپیمای غیرنظامی که حامل جمعی از نمایندگان سپاه پاسداران از جمله فضل‌الله محلاتی، نمایندگان قوهٔ قضاییه و مجلس شورای اسلامی بود، اختلاف‌نظر وجود دارد.

### روایت رسمی
روایت‌های جمهوری اسلامی که به صورت گسترده در رسانه‌های داخلی ایران پس از سانحه منتشر شد حاکی از شلیک جنگنده‌های میگ-۲۳ عراقی به این هواپیما بود. در این روایت‌ها گفته شده است که در مکالمات ضبط‌شده توسط جعبه سیاه هواپیما مکالماتی بین خلبان‌های میگ‌های عراقی و درویش (خلبان هواپیمای فرندشیپ) ضبط شده است، مبنی بر این‌که «با تغییر مسیر به سمت عراق بروند و سپس از این کشور پناهندگی دریافت کنند.» اما درویش پس از مطرح‌کردن این موضوع با مسافران، به خلبان‌های جنگنده اعلام می‌کند با این پیشنهاد موافق نیست و در نهایت  هواپیما براثر شلیک جنگنده‌ها سقوط کرده است.

### روایت غیررسمی
در مقابل ادعای مطرح شده در روایت رسمی، نکاتی وجود دارد که در این ادعاها تشکیک ایجاد می‌کند. هرچند کلیت این موضوع همچنان در هاله‌ای از ابهام است. از جمله این‌که در اسفند ۱۳۶۴ ایران ابتدا اعلام کردکه یک هواپیمای اف-۲۷ فرندشیپ متعلق به شرکت آسمان با رجیستر EP-ANA مورد حملهٔ جنگنده‌های عراقی قرار گرفته است و تمام سرنشینان آن کشته شده‌اند اما  هیچ گزارش بین‌المللی این روایت را تایید نکرد. سپس خلبان عمر گوبن (به انگلیسی: Omar Goben) اعلام کرد که بمب‌افکن‌های عراقی در فوریه ۱۹۸۶ (اسفند ۱۳۶۴) به یک هواپیمای اف-۲۷ روی زمین حمله کرده‌اند و نه به یک هواپیمای درحال پرواز. به ادعای منابع بین‌المللی، نظام جمهوری اسلامی ایران برای باورپذیری انهدام هواپیما توسط میگ‌های عراقی، لاشه هواپیمای دیگری با رجیستر EP-IOK را به مطبوعات نشان داده است که مشخص نیست چگونه از بین رفته است. بعدها مشخص شد که هواپیمای EP-ANA مدتی بعد به ناوگان برگشته است و تا سال ۱۳۶۹ فعال بوده است و در حادثهٔ دیگری در فرودگاه رامسر دچار سانحه شده است. همچنین گفته می‌شود هواپیماهای فوکر اف-۲۷ فرندشیپ ایرانی در آن زمان اساسا دارای جعبه سیاه نبوده‌اند و امکان ضبط مکالمات را نداشته‌اند.